# Briefmarken-Jahrgang 1948 des Saarlandes
Nach dem Zweiten Weltkrieg war das Saarland von Dezember 1947 bis Ende 1956 ein (teil)autonomes Land unter dem Protektorat Frankreichs. Da es (bis Juli 1959) wirtschaftlich an Frankreich angegliedert war, galt der Französische Franken als Währung.
Der Briefmarken-Jahrgang 1948 des Saarlandes umfasste 10 Sondermarken, 13 Dauermarken und 2 Briefmarkenblocks. Block 1 beinhaltete 4 Briefmarken, welche nicht gezähnt waren und auch nicht einzeln zur Frankatur verwendet werden durften. Die Briefmarke des Blocks 2 hingegen war gezähnt und durfte auch ohne den Rand des Blocks verwendet werden.

## Liste der Ausgaben und Motive
Legende
- Bild: Eine bearbeitete Abbildung der genannten Marke. Das Verhältnis der Größe der Briefmarken zueinander ist in diesem Artikel annähernd maßstabsgerecht dargestellt. Sollten keine Marken abgebildet sein, liegt es daran, dass das Urheberrecht des Künstlers noch nicht erloschen ist.
- Beschreibung: Eine Kurzbeschreibung des Motivs und/oder des Ausgabegrundes. Bei ausgegebenen Serien oder Blocks werden die zusammengehörigen Beschreibungen mit einer Markierung versehen eingerückt.
- Wert: Der Frankaturwert der einzelnen Marke in Saar-Franken. Ein „+“ bedeutet, dass es sich um eine Zuschlagsmarke handelt (= Frankaturwert + Spende).
- Ausgabedatum: Das Datum des erstmaligen Verkaufs dieser Briefmarke.
- Gültig bis: Das Datum, an dem die Gültigkeit endete.
- Auflage: Soweit bekannt, wird hier die zum Verkauf angebotene Anzahl dieser Ausgabe angegeben.
- Entwurf: Soweit bekannt, wird hier angegeben, von wem der Entwurf dieser Marke stammt.
- Mi.-Nr.: Diese Briefmarke wird im Michel-Katalog unter der entsprechenden Nummer gelistet.

| Sondermarken | |                |                       |                   |            |                |       |
| Bild         | Beschreibung                                                                                           | Werte in Franc | Ausgabe- datum (1948) | gültig bis        | Auflage    | Entwurf        | MiNr. |
|              | Saarluftpost - Saarschleife bei Mettlach mit Schatten eines Flugzeugs                                  | 25             | 1. April              | 30. November 1953 | 966.107    | Albert Decaris | 252   |
|              | - Saarschleife bei Mettlach mit Schatten eines Flugzeugs                                               | 50             | 1. April              | 30. November 1953 | 1.019.999  | Albert Decaris | 253   |
|              | - Saarschleife bei Mettlach mit Schatten eines Flugzeugs                                               | 200            | 1. April              | 30. November 1953 | 426.711    | Albert Decaris | 254   |
|              | Hochwasserhilfe für die Geschädigten des Saarhochwassers 1947/48 - Hochwasser im Hafen von Saarbrücken | 5+5            | 12. Oktober           | 31. Dezember 1948 | 138.174    | unbekannt      | 255   |
|              | - Hochwasser im Saarbrücker Stadtteil St. Johann                                                       | 6+4            | 12. Oktober           | 31. Dezember 1948 | 148.174    | unbekannt      | 256   |
|              | - Hochwasser am Saarbrücker Landtagsgebäude                                                            | 12+8           | 12. Oktober           | 31. Dezember 1948 | 138.174    | unbekannt      | 257   |
|              | - Hochwasser in der Saarbrücker Obertorstraße                                                          | 18+12          | 12. Oktober           | 31. Dezember 1948 | 138.174    | unbekannt      | 258   |
|              | Hochwasserhilfe, Luftpost - Hochwasser in Saarlouis                                                    | 25+25          | 12. Oktober           | 31. Dezember 1948 | 125.674    | Hans Nicola    | 259   |
|              | 1 Jahr Verfassung des Saarlandes - Karte des Saarlands                                                 | 10             | 15. Dezember          | 31. Dezember 1948 | 563.550    | Hermann Mees   | 260   |
|              | - Karte des Saarlands                                                                                  | 25             | 15. Dezember          | 31. Dezember 1948 | 557.350    | Hermann Mees   | 261   |
| Dauermarken  | |                |                       |                   |            |                |       |
| Bild         | Beschreibung                                                                                           | Werte in Franc | Ausgabe- datum (1948) | gültig bis        | Auflage    | Entwurf        | MiNr. |
|              | Dauermarkenserie Wiederaufbau des Saarlandes (auch Saar III genannt) - Händedruck                      | 10 Centimes    | 1. April              | 30. November 1953 | 2.140.000  | Albert Decaris | 239   |
|              | - Händedruck                                                                                           | 60 Centimes    | 1. April              | 30. November 1953 | 1.970.000  | Albert Decaris | 240   |
|              | - Händedruck                                                                                           | 1 Franc        | 1. April              | 30. November 1953 | 2.020.000  | Albert Decaris | 241   |
|              | - Arbeiter                                                                                             | 2 Franc        | 1. April              | 30. November 1953 | 10.000.000 | Albert Decaris | 242   |
|              | - Arbeiter                                                                                             | 3 Franc        | 1. April              | 30. November 1953 | 10.080.000 | Albert Decaris | 243   |
|              | - Bauernmädchen                                                                                        | 4 Franc        | 1. April              | 30. November 1953 | 5.130.000  | Albert Decaris | 244   |
|              | - Bauernmädchen                                                                                        | 5 Franc        | 1. April              | 30. November 1953 | 12.190.000 | Albert Decaris | 245   |
|              | - Bergmann                                                                                             | 6 Franc        | 1. April              | 30. November 1953 | 15.350.000 | Albert Decaris | 246   |
|              | - Bergmann                                                                                             | 6 Franc        | 1. April              | 30. November 1953 | 4.990.000  | Albert Decaris | 247   |
|              | - Hochofen                                                                                             | 10 Franc       | 1. April              | 30. November 1953 | 6.030.000  | Albert Decaris | 248   |
|              | - Stahlgießerei                                                                                        | 14 Franc       | 1. April              | 30. November 1953 | 2.070.000  | Albert Decaris | 249   |
|              | - Bauarbeiter                                                                                          | 20 Franc       | 1. April              | 30. November 1953 | 4.970.000  | Albert Decaris | 250   |
|              | - ehemalige Benediktiner Abtei, Mettlach, Hauptportal                                                  | 50 Franc       | 1. April              | 30. November 1953 | 4.120.000  | Albert Decaris | 251   |